# Coupe de la Fédération libanaise de basket-ball
 (février 2025).
Si vous disposez d'ouvrages ou d'articles de référence ou si vous connaissez des sites web de qualité traitant du thème abordé ici, merci de compléter l'article en donnant les références utiles à sa vérifiabilité et en les liant à la section « Notes et références ».
La Coupe de la Fédération libanaise de basket-ball est une compétition de basket-ball au Liban.

## Histoire
En 2025 la Fédération libanaise de basket-ball crée la coupe de la Fédération.
Durant la première édition le Club Central Jounieh bat le Club Antonin Sportif (96-78) en finale à la salle de Champville à Dik El Mehdi.
Ce tournoi oppose six équipes du championnat du Liban (Antranik, Champville SC, Homenetmen, Club Mayrouba, Club Antonin et Club Central Jounieh).
Les autres six équipes du championnat s'étant retirés du tournoi (Beirut Club, Club Sagesse, Hoops, National Sports Academy, Riyadi et Tadamon Hrajel).

## Palmarès
| Saison | Champion             | Finaliste            |
| ------ | -------------------- | -------------------- |
| 2025   | Club Central Jounieh | Club Antonin Sportif |

## Bilan par club
| Club         | Ville   | Titres | Années |
| ------------ | ------- | ------ | ------ |
| Club Central | Jounieh | 1      | 2025   |